# Peter Shaw
Pour les articles homonymes, voir Shaw et Peter Shaw (homonymie).
Peter Shaw, de son nom complet Peter Shaw Pullen est un acteur et producteur britannico-américain, né le 24 juin 1918 à Reading, (Angleterre, Royaume-Uni), et mort le 29 janvier 2003 à Los Angeles, (Californie, États-Unis).
Il était marié à l'actrice Angela Lansbury.

## Biographie
Né à Reading en Angleterre, il commence sa carrière devant les caméras durant la Seconde Guerre mondiale. Il signe un contrat avec la Metro-Goldwyn-Mayer à la fin des années 1940 et part pour Los Angeles. C'est dans les studios de la compagnie qu'il rencontre la comédienne Angela Lansbury, qu'il épouse le 12 août 1949.
C'est avec l'agent Paul Small que Shaw fait ses premiers pas en tant que producteur exécutif. Plus tard, il entre à l'agence William Morris où il représente des vedettes telles que Katharine Hepburn ou Robert Mitchum. Après un retour en tant que producteur à la MGM en 1964, il s'associe de nouveau à l'agence William Morris en tant que directeur commercial international.
En 1987, il lance avec ses deux fils la société de production Corymore Productions qui produit entre autres pour les studios Universal la série télévisée Arabesque (Elle écrit au meurtre au Québec) dont le rôle principal est tenu par Angela Lansbury.
Il meurt le 29 janvier 2003 à l'âge de 84 ans dans sa propriété de Los Angeles.

## Filmographie

### En tant qu'acteur
- One More River (1934, non crédité)
- La Fiancée de Frankenstein (1935) : Devil (non crédité)
- Le Conquérant des Indes (1935) : Mr. Miller (non crédité)
- Le Petit Lord Fauntleroy   (1936) : Invité (non crédité)
- Sons of the Sea (1939) : Lt. John Strepte
- L'Exilé (The Exile) (1947) : Higson (non crédité)
- Ambre (1947) : Le diacre (non crédité)

### En tant que technicien
- Les Hauts de Hurlevent (1939) (conseiller technique)